# Chrystus ukrzyżowany (obraz Diega Velázqueza)
Chrystus ukrzyżowany – obraz olejny hiszpańskiego artysty barokowego Diega Velázqueza.
Obraz został namalowany na zamówienie króla hiszpańskiego Filipa IV. Artysta przedstawił martwego Chrystusa wiszącego na krzyżu na zupełnie czarnym tle. Było to bardzo rzadkie ujęcie tematu. Malarz skupia uwagę tylko na postaci cierpiącego Chrystusa. Z jego ran wycieka krew. Głowę ma zwieszoną, a połowę twarzy zakrywają długie włosy. Velázquez w kilku detalach nawiązuje do średniowiecznych tradycji. Przede wszystkim Jezus został przybity do krzyża czterema gwoździami: stopy spoczywają na podpórce i każda z osobna przebita jest gwoździem. Nad głową znajduje się inskrypcja w trzech językach: łacińskim, greckim i aramejskim. Większość artystów słowa Iēsus Nazarēnus, Rēx Iūdaeōrum skracało do akronimu INRI. Te szczegóły ikonograficzne miał doradzić Velázquezowi Francisco Pacheco, malarz, nauczyciel Velázqueza ale i cenzor artystyczny inkwizycji hiszpańskiej.         